# Temporada 1941-1942 del Club Joventut Badalona
La temporada 1941-1942 va ser la 3a temporada en actiu del Club Joventut Badalona des que va començar a competir de manera oficial.

## Resultats
Campionat de Catalunya
Aquesta temporada va ser la primera en que el Joventut va participar en la màxima categoria del Campionat de Catalunya, finalitzant la competició en quarta posició de deu equips participants.
Copa General Orgaz
En setzens de final de la Copa General Orgaz es va eliminar el Poble Sec per 16-4 i 42-7; a vuitens, el Joventut es va desfer del BIM per un global de 56 a 37, i a quarts es va guanyar a la UD Sants. A semifinals es va perdre davant el FC Barcelona.
Altres competicions
El Joventut va perdre la final de la Copa Badalona davant la UD Montgat (31-36) i es va quedar eliminat del Trofeu Vicente Bosch a semifinals també davant dels montgatins (16-21).

## Plantilla
La plantilla del Joventut aquesta temporada va ser la següent:
| Club Joventut Badalona: plantilla 1941-42 |
| Jugadors                                  |
| Valls                                     |
| Baró                                      |
| Josep Gubern                              |
| Enric Compte                              |
| Llopes                                    |
| Traité                                    |
| Salvador Riera                            |
| Petit                                     |
| Entrenador                                |
| Lluís Antoja                              |